# Shane del Rosario
Shane del Rosario (ur. 23 września 1983 w Laguna Niguel, zm. 9 grudnia 2013 w Newport Beach) – amerykański kick-boxer, zawodnik boksu tajskiego oraz mieszanych sztuk walki (MMA), dwukrotny mistrz świata WBC Muay Thai w wadze ciężkiej z 2007 i 2008. Jako zawodnik MMA związany był m.in. z EliteXC, M-1 Global, Strikeforce czy UFC.

## Kariera sportowa

### Kick-boxing / Muay Thai
Ukończył studia na Uniwersytecie Kalifornijskim otrzymując tytuł Bachelor’s degree z psychologii. Wcześniej, bo w wieku 17 lat zaczął trenować sporty walki pod okiem Marco Ruasa. Po kilku zwycięstwach 8 września 2007 zmierzył się o inauguracyjne mistrzostwo świata WBC Muay Thai wagi ciężkiej z posiadaczem międzynarodowego pasa WBC Holendrem Ricardo van den Bosem. Del Rosario pokonał Holendra przez nokaut w drugiej rundzie, zdobywając pas. 12 stycznia 2008 w pierwszej obronie mistrzostwa przegrał z Surinamczykiem Gintym Vrede przez techniczny nokaut w pierwszej rundzie, tracąc tym samym tytuł.
28 stycznia 2008 tytuł WBC został zwakowany z powodu śmierci Gindy'ego Vrede. W związku z tym 26 lipca tego samego roku zarządzono walkę o ten tytuł między del Rosario, a Meksykaninem Raulem Romero, którą ostatecznie wygrał Amerykanin przez nokaut w pierwszej rundzie, zdobywając po raz drugi mistrzostwo świata wagi ciężkiej. Po tej walce skupił się na MMA w którym również startował od 2006. Jego ostateczny bilans w kickboxingu i muay thai wyniósł 8 zwycięstw (8 przez KO/TKO) i 1 porażka.

### Mieszane sztuki walki
W latach 2006–2009 walczył w EliteXC i rosyjskim M-1 Global wygrywając wszystkie pojedynki przed czasem. Będący niepokonany od debiutu w ośmiu pojedynkach, w październiku 2009 związał się ze Strikeforce, a zadebiutował w niej 6 listopada tego samego roku, poddając rzadką dźwignią tzw omoplatą Brandona Casha w pierwszej rundzie. W kolejnych dwóch pojedynkach dla Strikeforce również wygrywał, nokautując 23 lipca 2010 Lolohea Mahe i poddając 12 lutego 2012 dźwignią na łokieć Lavara Johnsona.
Pod koniec grudnia 2011 związał się z Ultimate Fighting Championship. W pierwszej walce w UFC miał zmierzyć się z Gabrielem Gonzagą, jednak do pojedynku nie doszło, został więc zestawiony ze Stipe Miociciem z którym zmierzył się 26 maja 2012, ostatecznie przegrywając z nim przez TKO w drugiej rundzie. Była to pierwsza porażka w jego karierze zawodnika MMA. 15 grudnia 2012 przegrał drugą walkę z rzędu w starciu z Patem Barrym przez nokaut w drugiej rundzie.
26 listopada 2013 w stanie krytycznym został przewieziony do szpitala w związku z zatrzymaniem akcji serca. Mimo niewielkiej poprawy m.in. odłączeniu go od respiratora i samodzielnemu oddychaniu 9 grudnia zmarł w szpitalu w Newport Beach.

## Osiągnięcia
Boks tajski:
- 2007–2008: mistrz świata WBC Muay Thai w wadze ciężkiej
- 2008: mistrz świata WBC Muay Thai w wadze ciężkiej